# Eugenia producta
Eugenia producta är en myrtenväxtart som beskrevs av Dc.. Eugenia producta ingår i släktet Eugenia och familjen myrtenväxter. Inga underarter finns listade i Catalogue of Life.